# Rex Stout

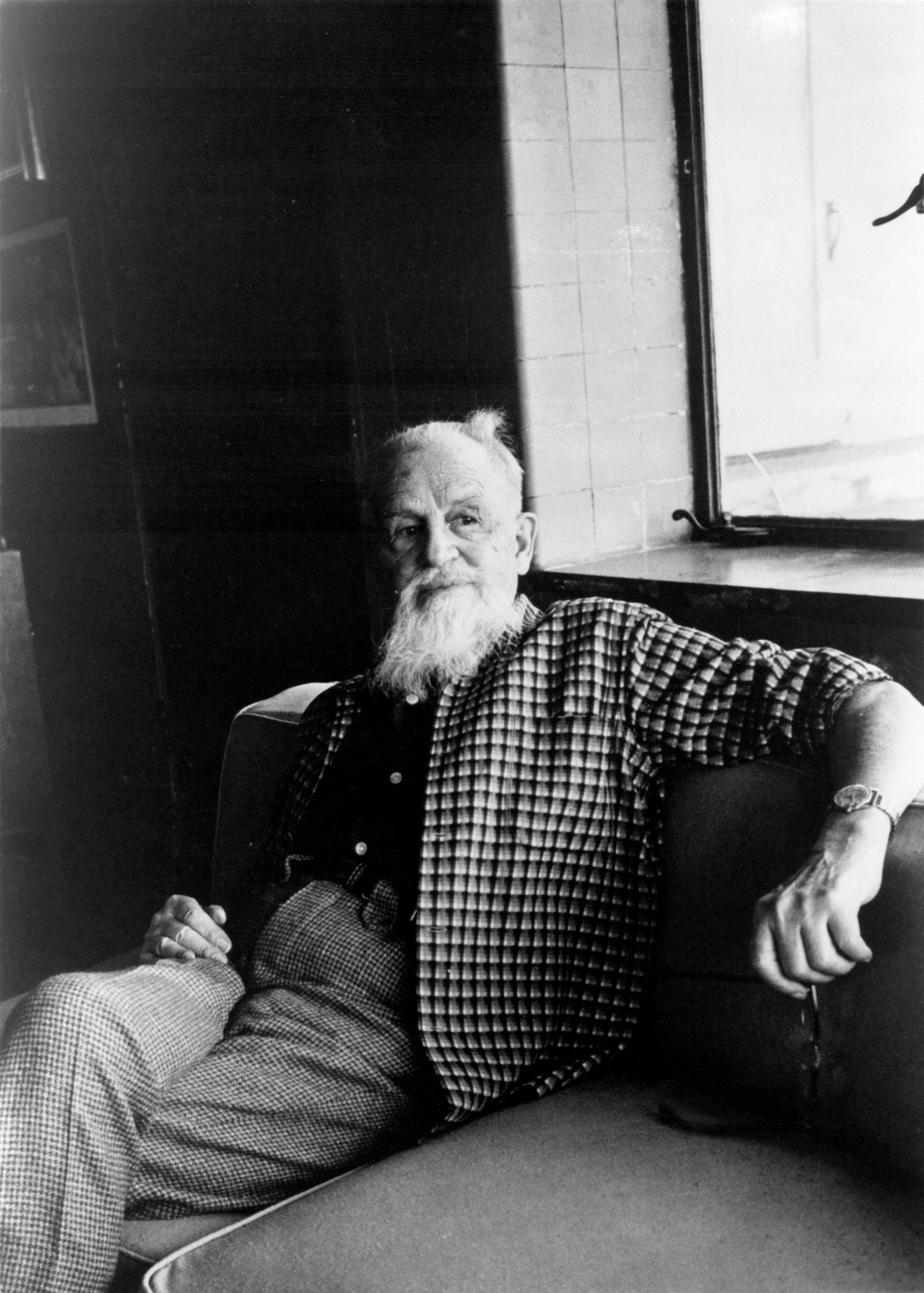
Rex Stout, 1975

Rex Todhunter Stout (* 1. Dezember 1886 in Noblesville, Indiana; † 27. Oktober 1975 in Danbury, Connecticut) war ein US-amerikanischer Schriftsteller.
Er wurde bekannt durch seine Kriminalromane um den übergewichtigen Privatdetektiv Nero Wolfe. Zwischen 1933 und 1975 verfasste er insgesamt 33 Romane und 41 Erzählungen dieser Serie. Bevor er mit 46 Jahren seinen ersten Nero-Wolfe-Roman schrieb, war er ein erfolgreicher Geschäftsmann gewesen. Zeitlebens trat er für die Wahrung individueller Freiheitsrechte ein und machte sich insbesondere um die Urheberrechte von Schriftstellern verdient. Während des Zweiten Weltkriegs betrieb er als Vertreter verschiedener Organisationen in Radiosendungen, Zeitungsartikeln und Reden eine unerbittliche Öffentlichkeitsarbeit gegen Nazi-Deutschland. Er war ein „genuin politischer Autor“, dem die Nero-Wolfe-Serie als Vehikel politischer Kommentare diente.

## Leben

### Die jungen Jahre 1886–1910
Rex Stout, der einer Familie von Quäkern entstammte, war das sechste von neun Kindern von John Wallace Stout (1848–1933), einem Lehrer, und Lucetta Elizabeth Stout, geb. Todhunter (1853–1940). Er war noch kein Jahr alt, als die Familie sich auf einer Farm in Kansas niederließ, die sein Großvater bewirtschaftete. Früh zeigte er eine erstaunliche geistige Entwicklung. Mit anderthalb Jahren – so sein späterer Weggefährte und Biograf John McAleer – lernte er lesen, mit vier las er die Bibel und The History of the Decline and Fall of the Roman Empire von Edward Gibbon, und wenig später übersetzte er das Novum Organum von Francis Bacon ins Englische. Mit neun machte er in Begleitung eines Lehrers eine Tournee durch Kansas, um an Schulen seine außergewöhnliche Fähigkeit vorzuführen, überaus schnell lange Zahlenreihen zu addieren. Zwei Jahre später wurde er „spelling champion“, also Buchstabiermeister von Kansas. Bis zu seinem zwölften Lebensjahr las er alle 1126 Bücher der väterlichen Bibliothek und lernte sämtliche Sonette Shakespeares auswendig. 1899 zog die Familie nach Topeka, wo er bis 1903 die High School besuchte und nebenbei als Bürogehilfe für die Atchison, Topeka and Santa Fe Railway arbeitete. Sein Aufenthalt an der University of Kansas in Lawrence war nur von kurzer Dauer. Noch im selben Jahr trat er eine Stelle als Buchhalter in einer kleinen Firma an und arbeitete zusätzlich als Platzanweiser in einem Theater. 1905 ließ er sich von der Navy anwerben und diente von 1906 bis 1908 als Yeoman auf der Jacht des amerikanischen Präsidenten Theodore Roosevelt. An Bord der „USS Mayflower (PY-1)“ segelte er nach Santo Domingo, Puerto Rico, Guantánamo, Havanna, Französisch-Guayana, Barbados, Port-au-Prince, Martinique und Argentinien.
Nach seinem Ausscheiden aus der Navy zog Stout zunächst nach New York und ging in den folgenden Jahren unzähligen Tätigkeiten in verschiedenen Bundesstaaten nach. So arbeitete er u. a. als Buchhalter, warb für Zeitschriften, war Angestellter in einem Kaufhaus und Ausrufer auf Stadtrundfahrten durch Manhattan, er war Klempnergehilfe in Pittsburgh, Pennsylvania, fischte Shrimps vor New Orleans, Louisiana, verkaufte Körbe und Decken in New Mexico, war Fremdenführer in Albuquerque und in Colorado Springs, Hotelpage in Spokane, Washington, und Koch in Duluth, Minnesota, er verkaufte Bücher in Chicago, Illinois, und führte ein Hotel in St. Louis, Missouri.

### Anfänge als Schriftsteller 1910–1916
In den Jahren 1910 und 1911 – Stout verdiente seinen Lebensunterhalt noch immer mit Gelegenheitsarbeiten – veröffentlichte er drei Gedichte in der Literaturzeitschrift The Smart Set, ehe er 1912 seine erste Kriminalgeschichte, A Professional Recall, bei der Zeitschrift The Black Cat unterbrachte und nach Burlington in Vermont zog, um dort vier weitere Geschichten zu Papier zu bringen. Zurück in New York, widmete er sich ganz dem Schreiben und verfasste seinen ersten Fortsetzungsroman, Her Forbidden Knight, der zwischen August und Dezember 1913 im All-Story Magazine veröffentlicht wurde. Bis 1916 erschienen in derselben Zeitschrift drei weitere Fortsetzungsromane und in verschiedenen Magazinen insgesamt 32 Short Stories, darunter auch Science-Fiction-, Abenteuer- und Liebesgeschichten. Stout wurde nach Wörtern bezahlt und lebte von der Hand in den Mund. Mittlerweile dreißig Jahre alt, steckte er in einer Sackgasse, denn trotz der Entbehrungen, die er auf sich nahm, kam er seinem Ziel, ein ernsthafter Schriftsteller zu werden, keinen Schritt näher. Er beschloss, das Schreiben einstweilen aufzugeben und erst wieder damit anzufangen, wenn er finanziell unabhängig wäre. Stout verstummte bis 1929.

### Erfolg als Geschäftsmann 1916–1927
1916 begegnete Stout Fay Kennedy, der sechs Jahre jüngeren Schwester eines Schulfreundes aus Topeka, der er eine Woche lang New York zeigte, um ihr auf der Stelle einen Heiratsantrag zu machen. Am 16. Dezember 1916 traten die beiden in Chicago vor den Traualtar – für Stout ein Grund mehr, sein Leben auf eine solidere Basis zu stellen.
Stouts acht Jahre älterer Bruder John Robert („Bob“) hatte die Idee zu einem Schulsparkassensystem. Stout arbeitete einen Plan aus, und gemeinsam gründeten sie den „Educational Thrift Service“. Während Bob von New York aus das prosperierende Unternehmen leitete, reiste Stout mit seiner Frau quer durchs Land von Schule zu Schule, um für das neuartige Sparkassensystem zu werben und es einzurichten. 1918 war es bereits in über zweihundert Gemeinden eingeführt. 1919 – mittlerweile übernahmen Angestellte den Außendienst – ließ sich das Ehepaar in New York nieder. Stout führte von nun an das Leben eines erfolgreichen Geschäftsmannes. Tagsüber arbeitete er in seinem Büro im Woolworth Building, und nach Feierabend dinierte er in vornehmen Restaurants, lud zu Partys, besuchte Konzerte, ging ins Theater und zu Lesungen. Er hatte Zugang zum kulturellen und politischen Establishment New Yorks und wurde Mitglied in der American Civil Liberties Union. Zu seinen Bekannten gehörten Schriftsteller, Journalisten, Kritiker und Politiker wie John Dos Passos, Ford Madox Ford, Dorothy Parker, Robert E. Sherwood, Edmund Wilson, Heywood Broun, Paul Robeson, Norman Thomas, Alfred E. Smith, Scott Nearing, Thorstein Veblen und Carl van Vechten.
1925 betreute der „Educational Thrift Service“ drei Millionen Schüler in über dreißig Bundesstaaten. Stout war ein gemachter Mann, der es sich nun leisten konnte, arbeitsmäßig ein wenig kürzerzutreten und sich verschiedenen anderen Projekten zuzuwenden. Zusammen mit einem seiner engsten Freunde, Egmont Arens, gab er eine zwölfbändige Luxusausgabe der Memoiren Casanovas in der Übersetzung von Arthur Machen mit eigens hierfür von Rockwell Kent angefertigten Illustrationen heraus – angesichts der Zensur ein gewagtes Unternehmen. Es waren eher Liebhaberei und Abenteuerlust als Profitstreben, die ihn dazu bewogen, 24.000 US-Dollar zu investieren. Trotzdem warf das Geschäft Gewinn ab. 1926 steuerte Stout 4.000 US-Dollar zur Gründung des linksgerichteten Magazins The New Masses bei und wurde Vorstandsmitglied. 1928 kehrte er der Zeitschrift den Rücken, weil er mit ihrer immer radikaler werdenden Ausrichtung nicht einverstanden war. Von 1926 bis 1928 war er Vorsitzender von „Vanguard Press“, einem Verlag, der Klassiker der Literatur zu erschwinglichen Preisen neu auflegte und Bücher mit nach links tendierenden Inhalten publizierte.

### Reise nach Europa 1927–1929
Am 1. Dezember 1926, seinem 40. Geburtstag, beschloss Stout, sich aus dem „Educational Thrift Service“ zurückzuziehen. Sein in den vergangenen zehn Jahren angehäuftes Vermögen eröffnete ihm die Möglichkeit, eine Bildungsreise anzutreten und seine schriftstellerischen Ambitionen aufleben zu lassen. Im Dezember 1927 setzten er und seine Frau nach Europa über. Von London aus, wo er George Bernard Shaw und Gilbert Keith Chesterton begegnete, reiste das Ehepaar nach Paris weiter, um dort in Gertrude Steins von Schriftstellern und Künstlern frequentiertem Salon in der rue de Fleurus 27 zu verkehren und u. a. mit Ernest Hemingway, Thornton Wilder und James Joyce zusammenzutreffen. Stout, dessen besonderes Interesse archäologischen Ausgrabungsstätten galt, startete im Sommer 1928 zu einer Rundreise, die ihn über Arles im Süden Frankreichs, Dubrovnik im damaligen Jugoslawien, Athen, Kairo und Tunis bis nach Casablanca führte. Zum Jahresende besuchte er Belgien, Italien und Spanien, bevor er, zurück in Paris, im Februar 1929 mit der Niederschrift seines ersten ernsthaften Romans, How Like a God, begann, den er bereits einen Monat später vollendete.
Im Frühling 1929 kehrte Stout mit seiner Frau in die Vereinigten Staaten zurück und zog nach Brewster, New York, wo er 1927 ein 18 Acre großes Stück Land erworben hatte, das sich bis nach Danbury, Connecticut, erstreckte.

### Hinwendung zum Kriminalroman 1929–1941
Am 24. Oktober 1929 kam es zum Zusammenbruch des US-amerikanischen Aktienmarktes, bei dem Stout beinahe sein gesamtes Vermögen verlor. Immerhin verfügte er noch über genügend Mittel, um 1930, während er an seinem zweiten Roman, Seed on the Wind, arbeitete, auf seinem Land in Connecticut ein Haus zu bauen, das er „High Meadow“ nannte und in dem er bis zu seinem Tod lebte und schrieb. How Like a God und Seed on the Wind fanden bei der Kritik durchaus Anklang – eine Einnahmequelle, die es dem Ehepaar ermöglicht hätte, den gewohnten Lebensstandard zu bewahren, stellten sie jedoch nicht dar. Aus dem erfolgreichen Geschäftsmann war ein einsiedlerischer Schriftsteller geworden.
Die Abgeschiedenheit in „High Meadow“ zermürbte Fay, die sich nach Gesellschaft und nach dem Glamour New Yorks sehnte und der Zeit nachtrauerte, als sie an der Seite ihres Mannes für den „Educational Thrift Service“ gearbeitet hatte. Zwischen den Eheleuten begann es zu kriseln. 1931 lernte Stout die knapp dreißigjährige Pola Hoffmann kennen. Im Februar 1932 wurde die Ehe mit Fay geschieden, und am 21. Dezember desselben Jahres heiratete Stout Pola, die ihm zwei Töchter schenkte, am 5. Oktober 1933 Barbara und am 4. Mai 1937 Rebecca.
Nach insgesamt vier avantgardistischen Romanen besann sich Stout „auf sein natürliches Erzähltalent und verschrieb sich […] dem Detektivroman, in dessen Grenzen er der hohen Literatur so nahe kam, daß sich kein Wertunterschied mehr erkennen läßt“. Mit dem Schreiben von Kriminalromanen konnte er zudem seinen materiellen Status aufrechterhalten. Im Oktober 1933 begann er im Alter von 46 Jahren die Arbeit an seinem ersten Nero-Wolfe-Roman Fer-de-Lance, der „aus der Tradition des akademischen Rätselromans kommt“, in dem Wolfes Ermittlungsmethode aber auch schon „wesentlich psychologischer Art“ ist. Am 24. Oktober 1934 erschien Fer-de-Lance unter dem Titel Point of Death in gekürzter Fassung in The American Magazine und zwei Tage später als Buch bei „Farrar and Rinehart“. Columbia Pictures erwarb die Filmrechte, sicherte sich eine Option auf weitere Geschichten und verfilmte Fer-de-Lance zwei Jahre später unter dem Titel Meet Nero Wolfe. Ebenfalls 1934 wurde Stouts Politthriller The President Vanishes anonym veröffentlicht und noch im selben Jahr von Paramount Pictures verfilmt. 1935 schrieb Stout seinen zweiten Nero-Wolfe-Roman, The League of Frightened Men, der 1937 unter demselben Titel verfilmt wurde. Bis 1938 verfasste er vier weitere Nero-Wolfe-Romane, einen Krimi um die Detektivin Theodolinda „Dol“ Bonner, The Hand in the Glove, und zwei Romane, ehe er sich ausschließlich dem Kriminalroman widmete. Bis 1941 entstanden acht weitere Krimis, darunter zwei um Nero Wolfe und drei um den Privatdetektiv Tecumseh Fox. Stout hatte sich einen Namen gemacht und konnte seine Familie längst allein mit der Schriftstellerei ernähren.

### Politisches Engagement 1941–1945
Zwischen 1941 und 1945 schrieb Stout nur vier Nero-Wolfe-Erzählungen, aber keinen einzigen Roman. Die verhaltene literarische Produktion war seinem Engagement während des Zweiten Weltkriegs geschuldet. Er trat den „Friends of Democracy“ bei, einer Organisation, die gegen linken und rechten Extremismus kämpfte, und wurde 1942 ihr Präsident. Er opponierte in ihrem Namen gegen das America First Committee und sprach sich bereits im April 1940, als sich die Vereinigten Staaten noch neutral verhielten, für eine Unterstützung Großbritanniens aus.
Stout war in weiteren Organisationen aktiv. 1941 unterstützte er finanziell die Gründung des „Fight for Freedom Committee“ und forderte als dessen Sprecher am 1. August 1941 in einer Radiosendung die sofortige Kriegserklärung der Vereinigten Staaten an Deutschland. Außerdem war er Mitbegründer des Freedom House, von 1941 bis 1946 Vorsitzender des „Writers’ War Board“, von 1943 bis 1945 Präsident von „Authors’ Guild“ und von 1943 bis 1946 Präsident der Society for the Prevention of World War III, die sich für eine nachhaltige Zerstörung des deutschen Staates und das Zurückhalten der Deutschen auf einem dauerhaft primitiven Entwicklungsstand einsetzte.
Als Diskussionsteilnehmer in verschiedenen Radiosendungen, u. a. regelmäßig in Our Secret Weapon von August 1942 bis Oktober 1943, machte Stout sich für den Krieg gegen Nazi-Deutschland stark. Seine extrem deutschfeindliche Gesinnung gipfelte in dem Essay We Shall Hate, or We Shall Fail, der am 17. Januar 1943 im New York Times Magazine erschien und heftige Kritik hervorrief. In dem Artikel forderte er zum uneingeschränkten Hass gegen alle Deutschen auf, sprach davon, sie zu „erschießen, auszuhungern, zu töten, ihre Städte zu zerstören, ihre Fabriken und Gärten zu bombardieren“, und verkündete, man plane „hunderttausende Deutsche zu töten“, wobei unklar gelassen wird, ob damit Tote in Kämpfen, Kriegsverbrechen oder auch darüber hinausgehenden Tötungsakten gemeint sind. Stouts ungebremster Hass gegen Deutschland isolierte ihn von anderen Mitstreitern im Kampf gegen den Faschismus wie John P. Marquand, Max Eastman und Dorothy Thompson. Letztere, die wie Stout an der Gründung des „Freedom House“ beteiligt gewesen war und sich in Zeitungsartikeln und Reden vehement dem Faschismus entgegenstellte, brandmarkte er sogar als „German apologist“, als Verteidigerin Deutschlands, weil sie das deutsche Volk als Opfer des Nazi-Regimes bezeichnete, während er die Ansicht vertrat, dass das deutsche Volk die Schuld an Hitler trage. Es folgte eine heftige Auseinandersetzung, die zum Austritt der beiden aus dem „Freedom House“ führte. Nach einer klärenden Aussprache kehrten sie aber schon bald dorthin zurück, um sich wieder gemeinsam ihrem politischen Anliegen zu widmen, ohne dass Stout seine radikale Haltung gegenüber Deutschland als Ganzem aufgab.
Im Oktober 1943, ein Jahr vor der Präsidentschaftswahl, befürwortete Stout in der Radiosendung Wake Up America das Vorhaben des amtierenden Präsidenten Franklin D. Roosevelt, aufgrund der nationalen Notlage für eine vierte Amtszeit zu kandidieren.
Im Januar 1945 begab Stout sich als Kriegsberichterstatter an die europäische Front und machte Station in Aachen und Köln, in den Vogesen, in Paris, im Apennin, in Rom, Neapel und Florenz, um im Frühjahr über Libyen, Tunesien, Algerien, Marokko, Dakar, Natal in Brasilien und Puerto Rico nach New York zurückzukehren.

### Weltfrieden, Antikommunismus, Urheberrecht, FBI und Vietnamkrieg 1945–1966
Nach Ende des Zweiten Weltkriegs wandte Stout sich in verstärktem Maße dem Schreiben zu und veröffentlichte zwischen 1946 und 1966 jedes Jahr einen Nero-Wolfe-Roman und insgesamt 34 Nero-Wolfe-Erzählungen. Seinen Schaffensprozess verglich er mit dem Auslösen einer Explosion. Er machte sich keine Notizen, bevor er zu schreiben anfing, und überarbeitete das Geschriebene weder während der Entstehung noch nach der Fertigstellung. Nicht länger als sechs Wochen benötigte er, um einen Roman druckreif herunterzuschreiben.
Stout stand also hinreichend Zeit zur Verfügung, auch weiterhin auf anderen Gebieten zu agieren. In den Nachkriegsjahren galt sein Augenmerk der Frage, wie man dauerhaften Frieden in der Welt sichern könne. 1946 richtete er im Namen des „Writers’ Board“ eine von mehr als tausend prominenten Amerikanern unterschriebene Petition an Präsident Truman, mit der dieser gedrängt werden sollte, auf eine Umwandlung der soeben gegründeten Vereinten Nationen in eine Weltregierung um den Preis nationaler Souveränität hinzuwirken. 1949 war Stout Mitbegründer und Vorsitzender des „Writers’ Board for World Government“.
War Stout während des Zweiten Weltkriegs ein Feind des Faschismus gewesen, zog er Anfang der 1950er Jahre gegen den Kommunismus zu Felde, insbesondere gegen die „big lies“, die großen Lügen Stalins. Dessen ungeachtet verabscheute er in gleichem Maße die antikommunistische Kampagne McCarthys und protestierte gegen die Hinrichtung des wegen Atomspionage für die Sowjetunion angeklagten Ehepaars Ethel und Julius Rosenberg am 19. Juni 1953. Seine Kritik richtete sich nicht gegen die Todesstrafe als solche, sondern gegen die Haltlosigkeit der Zeugenaussagen von Harry Gold, David Greenglass und Elizabeth Bentley.
Stout wurde 1951 zum Präsidenten der „Authors’ League“ gewählt und hatte das Amt bis 1955 inne. Überzeugt, „daß die Arbeit eines geistig schaffenden Künstlers ihrem Wert entsprechend bezahlt werden sollte“, nahm er sich der Rechte von Schriftstellern an und wirkte am Urheberrechtsgesetz beratend mit, das sich am 1952 beschlossenen Welturheberrechtsabkommen orientierte und im November 1954 in Kraft trat.
1958 übernahm Stout die Präsidentschaft der Mystery Writers of America. Ein Jahr später wurde er mit dem Grand Master Award für sein Lebenswerk ausgezeichnet.
Mit The Doorbell Rang, einem der „erfolgreichsten und spektakulärsten Romane [der Nero-Wolfe-Serie …], worin Stout die Übergriffe amerikanischer Staatsorgane in die Privatsphäre der Bürger, die illegalen Überwachungsusancen des FBI mit grimmigem Witz entlarvt“, geriet er 1965 ins Visier des FBI-Direktors J. Edgar Hoover, den er in einem Interview als eine Bedrohung der Grundfesten der Demokratie bezeichnete. Zudem veröffentlichte er im November desselben Jahres in der Zeitschrift Ramparts mit The Case of the Spies Who Weren’t eine Kritik über ein Buch, das der Frage nach der Rolle des FBI im Spionagefall um das Ehepaar Rosenberg nachging. Diese Kritik stellte eine noch schärfere Attacke gegen Hoover und das FBI dar als The Doorbell Rang. Stout wurde in eine schwarze Liste aufgenommen, die dem FBI feindlich gesinnte Personen enthielt. Er glaubte jedoch nicht, dass Hoover sich zu seinem Roman äußern würde, denn „wenn das FBI Krach schlüge, wäre dies nur dem Verkauf des Buchs förderlich“. Hoover indes hielt seine Zunge nicht im Zaum. In einem Zeitungsartikel wurde er mit den Worten zitiert: „Wenn sich ein Spezialagent jemals so aufführte wie in Mr. Stouts Buch dargestellt, erhielte er die sofortige Kündigung“. The Doorbell Rang verkaufte sich besser als jeder frühere Nero-Wolfe-Roman und bescherte Stout, der bis dahin in weiten Teilen der Öffentlichkeit als ein Verfechter der bürgerlichen Freiheit gegolten hatte, der nur zur Zerstreuung Detektivgeschichten schreibe, eine breitere Leserschaft und eine höhere Anerkennung als Schriftsteller.
Stout sah die persönliche Freiheit nicht nur durch das FBI bedroht, sondern auch durch die kommunistische Präsenz in Südostasien. Ähnlich wie im Zweiten Weltkrieg, als er ein hartes Vorgehen gegen Nazi-Deutschland propagierte, begrüßte er nun das offene Eingreifen der Amerikaner im Vietnamkrieg und unterschrieb im November 1965 eine dementsprechende Erklärung. Andere Mitunterzeichnete waren Dean Acheson, Lucius Clay, James B. Conant und der spätere Präsident Richard Nixon.

### Die letzten Jahre 1966–1975
Während in den folgenden Jahren die Proteste gegen den Vietnamkrieg immer lauter wurden, blieb Stout bei seiner Haltung und hieß 1969 in einem Schreiben an den soeben in sein Amt eingeführten Präsidenten Nixon dessen Vietnampolitik gut. Gleichwohl bezeichnete er Nixon nach dessen Rücktritt im August 1974, auf die Watergate-Affäre anspielend, als die größte Gefahr, der die amerikanische Demokratie jemals ausgesetzt gewesen sei.
In seinem letzten Lebensjahrzehnt zog Stout sich weitgehend aus der Öffentlichkeit zurück, behielt aber sein Interesse an Politik bei und gab vereinzelt Interviews. Schwere Krankheiten machten ihm in zunehmendem Maße zu schaffen, vermochten ihn aber nicht vom Schreiben abzuhalten. Im Januar 1975 vollendete er seinen letzten Nero-Wolfe-Roman, A Family Affair. Am 27. Oktober 1975 starb Rex Stout in „High Meadow“ auf seinem Land in Connecticut im Alter von 88 Jahren. Fünf Tage später wurde ein Teil seiner Asche in seinem Garten verstreut.
Ihm zu Ehren wurde 1979 der Nero Wolfe Award ins Leben gerufen.

## Politik im Werk Stouts
„Stout ist der Politiker unter den eminenten Autoren des Kriminalromans.“ Der Konflikt zwischen den Persönlichkeitsrechten des Einzelnen und den Interessen des Staates durchzieht die Nero-Wolfe-Geschichten, die sich am Zeitgeschehen orientieren und von Anspielungen sowohl auf außenpolitische Fragen als auch auf inneramerikanische Probleme wie kriminelle Unregelmäßigkeiten in staatlichen Ämtern, Erpressungen in Einwandererbehörden und Korruption in Wohltätigkeitsorganisationen, in der Kriegswirtschaft und im politischen Apparat begleitet werden. In The Rubber Band (1936) etwa protestieren Juden gegen deutsche Schiffe, werden Sozialpolitiker als Kommunisten verdächtigt und italienische Exilanten von Faschisten attackiert, in Too Many Women (1947) wird die Frage nach dem wirtschaftlichen Aufbau Deutschlands, insbesondere des Ruhrgebiets, gestellt, und in The Golden Spiders (1953) empört sich Nero Wolfe über die Einwanderungsquote.
Einige Romane Stouts sind vorrangig politisch. Too Many Cooks (1938) und A Right to Die (1964) handeln von der staatsbürgerlichen Gleichberechtigung von Schwarzen und Weißen und Over My Dead Body (1940) von amerikanischen Firmen, die mit Nazi-Deutschland Finanzbeziehungen unterhalten. The Second Confession (1949) hat die kommunistische Infiltration eines Industriekonzerns und The Black Mountain (1954) die kommunistische Herrschaft in Montenegro, dem Heimatland Nero Wolfes, zum Gegenstand. The Doorbell Rang (1965) nimmt das FBI aufs Korn, und in A Family Affair (1975) werden Nixon und die Watergate-Affäre thematisiert.

## Stout und Deutschland
Stout „konnte nur ein paar Brocken Deutsch und unterhielt zur deutschen Dichtung keine nähere Beziehung. […] Wichtiger und folgenreicher als seine literarische Unkenntnis war jedoch seine politische Antipathie gegen Deutschland.“ Diese „Germanophobie“ beschränkte sich indes nicht auf die Zeit der Diktatur Hitlers. Auch in den Folgejahren zählte Stout zu den entschiedenen Deutschland-Kritikern. Er drang auf eine Beschränkung der wirtschaftlichen Strukturen und auf die Entmilitarisierung Deutschlands sowie auf die Konfiszierung deutscher Vermögenswerte, um ein Wiedererstarken Deutschlands und einen erneuten Krieg zu verhindern, und verurteilte den Plan der Vereinigten Staaten, Deutschland zum mächtigsten Industriestaat in Europa aufzubauen, um im Falle eines Krieges gegen die Sowjetunion einen starken Verbündeten zu haben. Er prophezeite, dass die Deutschen gemeinsame Sache mit den Kommunisten machen würden. 1949 untersagte er einem Verleger aus politischer Überzeugung, seine Bücher in deutscher Sprache herauszugeben – eine Weigerung, von der er in den 1950er Jahren allerdings Abstand nahm. In den 1960er Jahren schloss er sich der kritischen Meinung Karl Jaspers’ an, der in seinem Buch Wohin treibt die Bundesrepublik? (1966) eine größere Einflussnahme des Volkes auf das politische Geschehen forderte, und ließ Nero Wolfe in The Father Hunt (1968) Jaspers’ Buch – in der englischen Übersetzung The Future of Germany – zustimmend lesen.
Nur ein einziges Mal, in Before Midnight (1955), zitiert Stout einen Buchtitel auf Deutsch: Die Geschichte des Teufels – ein Scherz, der in der deutschen Ausgabe Vor Mitternacht (1957) unter den Tisch fiel. „Gestrichen oder verkürzt sind häufig auch die für Stout typischen Bemerkungen zur politischen Aktualität.“ Alles Anstößige – auch Stouts Antipathie gegen Deutschland – wurde aus seinen Büchern verbannt, wodurch er zu einem gefälligen Unterhaltungsautor verfälscht wurde. Des Weiteren finden sich die wenigen Stellen, wo er deutsche Wendungen gebraucht, nicht wieder. Wörter wie „schlampick“, „Weltschmerz“ und „Wanderlust“ wurden kurzerhand gestrichen. In manchen Romanen wurden ganze Passagen ausgelassen und andere Abschnitte vermeintlich humorvoll ausgeschmückt. In If Death Ever Slept (1957) heißt es etwa „it was plain“ (dt.: „es war klar“), was die Übersetzerin Renate Steinbach in Der Schein trügt (1959) zu „bei dem sogar einem begriffsstutzigen Dorftrottel klargeworden wäre“ aufbläht. Und „Wolfe grimaced“ (dt.: „Wolfe zog eine Grimasse“) in Too Many Cooks (1938) wird durch den Übersetzer Carl Brinitzer in Zu viele Köche (1957) zu „Wolfe sah aus wie eine Kreuzung aus Hiob und Unglücksrabe“. Wenn Archie Goodwin, der Assistent Nero Wolfes, im selben Roman sagt: “and then you’ll ask whoever stabbed Laszio to raise his hand and his hand will shoot up, and then all you’ll have to do is ask who paid him” (dt.: „und dann werden Sie, wer immer Laszio erstochen hat, bitten, seine Hand zu heben, und seine Hand wird emporschnellen, und dann müssen Sie nur noch fragen, wer ihn bezahlt hat“), liest man in der Übersetzung: „Und dann können Sie die zehn kleinen Negerlein fragen, wer Laszio ermordet hat. ‚Bitte die Hand hochheben, wer’s getan hat!‘ Und dann wird sich der Täter natürlich sofort melden. //Zehn kleine Negerlein,/ Die werden sich dann freu’n,/ Einer hat Laszio umgelegt,/ Da waren’s nur noch neun.// Und dann brauchen Sie nur noch zu fragen, von wem er das Geld bekommen hat.“ Willkürliche Hinzufügungen wie diese machen aus dem lakonischen Erzähler Archie Goodwin einen gemütlichen Schwätzer – eine Unsitte, über die bereits Marlene Dietrich in einem Brief an Stout ihr Missfallen äußerte: “They try to copy the jargon of Archie – frightful.” (dt.: „Sie versuchen den Jargon Archies nachzuahmen – schrecklich.“)

## Werke
Von 1929 bis 1931 veröffentlichte Stout bei „Vanguard Press“, bis 1944 bei „Farrar and Rinehart“ und danach bei Viking Press, allesamt New York.

### Nero-Wolfe-Zyklus

#### Romane
- 1934: Fer-de-Lance

→ dt. Ein dicker Mann trinkt Bier. Tal, Wien, Leipzig 1938
→ dt. Die Lanzenschlange. Humanitas Verlag, Konstanz 1956
- 1935: The League of Frightened Men

→ dt. Die Liga der furchtsamen Männer. Übers.: Heinz F. Kliem. Signum Verlag, Gütersloh 1963
- 1936: The Rubber Band

→ als To Kill Again. Curl, New York 1960
→ dt. Die Gummibande. Humanitas Verlag, Konstanz 1957
- 1937: The Red Box

→ dt. Die rote Schatulle. Humanitas Verlag, Konstanz 1959
- 1938: Too Many Cooks

→ dt. Zu viele Köche. Nest Verlag, Frankfurt/Main 1957
- 1938: Some Buried Caesar

→ als The Red Bull. Dell, New York 1945
→ dt. Der rote Bulle. Nest Verlag, Frankfurt/Main 1955
→ dt. Der rote Stier. Mit einem Nachwort von Jürgen Dollase. Aus dem Amerikanischen von Conny Lösch. Stuttgart: Klett, Cotta 2018. ISBN 978-3-608-98112-4
- 1940: Over My Dead Body

→ dt. Nur über meine Leiche. Humanitas Verlag, Konstanz 1960
- 1940: Where There’s a Will

→ dt. Kennzeichen wilde Rose. Übers. Ute Tanner. Ullstein, Frankfurt/Main, Berlin, Wien 1972
- 1946: The Silent Speaker

→ dt. Der Mord im Waldorf Astoria. Übersetzer: Gottfried Beutel. Drei Raben Verlag, Stuttgart 1952
- 1947: Too Many Women

→ dt. Zu viele Frauen. Humanitas Verlag, Konstanz 1958
- 1948: And Be a Villain

→ als More Deaths Than One. Collins, London 1949
→ dt. Aufruhr im Studio. Humanitas Verlag, Konstanz 1960
- 1949: The Second Confession

→ dt. Das zweite Geständnis. Nest Verlag, Frankfurt/Main 1956
- 1950: In the Best Families

→ als Even in the Best Families. Collins, London 1951
→ dt. Der Hund kannte den Täter. Drei Raben Verlag, Stuttgart 1952
→ dt. Sogar in den besten Familien. Signum Verlag, Gütersloh 1963
→ dt. In den besten Familien Ein Fall für Nero Wolfe. Aus dem amerikanischen Englisch von Werner Löcher-Lawrence. Stuttgart: Klett, Cotta 2019. ISBN 978-3-608-96386-1
- 1951: Murder by the Book

→ dt. Orchideen für sechzehn Mädchen. Nest Verlag, Nürnberg 1954
- 1952: Prisoner’s Base

→ als Out Goes She. Collins, London 1953
→ dt. Gast im dritten Stock. Nest Verlag, Nürnberg 1954
- 1953: The Golden Spiders

→ dt. Die goldenen Spinnen. Nest Verlag, Frankfurt/Main 1955
- 1954: The Black Mountain

→ dt. Nero Wolfe in Montenegro. Ullstein, Frankfurt/Main, Berlin, Wien 1973
→ dt. Nero Wolfe in Montenegro. Übers. Mechthild Sandberg. Frankfurt a. M.: Fischer Taschenbuchverl. 2009.
- 1955: Before Midnight

→ dt. Vor Mitternacht. Nest Verlag, Frankfurt/Main 1957
- 1956: Might As Well Be Dead

→ dt. P. H. antwortet nicht. Nest Verlag, Frankfurt/Main 1958
- 1957: If Death Ever Slept

→ dt. Der Schein trügt. Nest Verlag, Frankfurt/Main 1959
- 1958: Champagne for One

→ dt. Die Champagner-Party. Nest Verlag, Frankfurt/Main 1960
- 1959: Plot It Yourself

→ als Murder in Style. Collins, London 1960
→ dt. Das Plagiat. Übers.: Renate Steinbach. Frankfurt/M.: Nest Verlag 1961.
- 1960: Too Many Clients

→ dt. Zu viele Klienten. Nest Verlag, Frankfurt/Main 1961
- 1961: The Final Deduction

→ dt. Erstens kommt es anders … Nest Verlag, Frankfurt/Main 1962
- 1962: Gambit

→ dt. Gambit. Weiss, München, Berlin 1965
- 1963: The Mother Hunt

→ dt. Das grosse Fragezeichen. Weiss, München, Berlin 1965
- 1964: A Right to Die

→ dt. Wenn Licht ins Dunkle fällt. Ullstein, Frankfurt/Main, Berlin 1967
- 1965: The Doorbell Rang

→ dt. Per Adresse Mörder X. Aus dem Amerik. von Brigitte Weitbrecht. Ullstein, Frankfurt/Main, Berlin 1968
→ dt. Es klingelte an der Tür. Ein Fall für Nero Wolfe. Aus d. amerikan. Englisch von Conny Lösch. Mit einem Nachw. von Jürgen Kaube. Klett-Cotta, Stuttgart, 2017
- 1966: Death of a Doxy

→ dt. Leiche im besten Verhältnis. Ullstein, Frankfurt/Main, Berlin 1967
- 1968: The Father Hunt

→ dt. Die Sünden der Väter. Ullstein, Frankfurt/Main, Berlin 1968
- 1969: Death of a Dude

→ dt. Blutige Blaubeeren. Ullstein, Frankfurt/Main, Berlin, Wien 1970
- 1973: Please Pass the Guilt

→ dt. Jedermanns Bombe. Übers. Ute Tanner. Ullstein, Frankfurt/Main, Berlin, Wien 1974
- 1975: A Family Affair

→ dt. Tödliche Zigarren. Übers. Ute Tanner. Ullstein, Frankfurt/Main, Berlin, Wien 1976

#### Bände mit Erzählungen
- 1942: Black Orchids

→ dt. Schwarze Orchideen. Ullstein, Frankfurt/Main, Berlin 1964
- Black Orchids (dt. Schwarze Orchideen)
- Cordially Invited to Meet Death (dt. Der Tod gibt sich die Ehre)

- 1944: Not Quite Dead Enough

→ dt. Die explosive Ananas. Ullstein, Frankfurt/Main, Berlin, Wien 1973
- Not Quite Dead Enough (dt. Das blaue Halstuch)
- Booby Trab (dt. Die explosive Ananas)

- 1949: Trouble in Triplicate

→ dt. Sie werden demnächst sterben. Drei Raben Verlag, Zürich 1952
- Help Wanted, Male (dt. Sie werden demnächst sterben)
- Instead of Evidence
- Before I Die (dt. Blei ist ungesund)

- 1950: Three Doors to Death

- Man Alieve
- Omit Flowers (dt. Die offene Tür)
- Door to Death (dt. Die gläserne Falle)

- 1950: Curtains for Three

- Bullet for One (dt. Alibi nach Maß, in Alibi nach Maß. Xenos Verlagsgesellschaft, Hamburg 1977)
- The Gun with Wings (dt. Der geflügelte Revolver, in Heikle Gäste. Scherz, Bern, Stuttgart, Wien 1964)
- Disguise for Murder

- 1951: Triple Jeopardy

- The Cop-Killer
- The Squirt and the Monkey (dt. Mittagsschlaf ins Jenseits)
- Home to Roost

- 1954: Three Men Out

→ dt. Die sprechenden Bleistifte. Ullstein, Frankfurt/Main, Berlin, Wien 1973
- This Won’t Kill You (dt. Foulspiel in der Kabine)
- Invitation to Murder (dt. Herausforderung zum Mord)
- The Zero Clue (dt. Die sprechenden Bleistifte)

- 1956: Three Witnesses

→ dt. Verworrene Fäden. Scherz, Bern, München, Wien 1966
- When a Man Murders (dt. Wenn ein Mann mordet)
- Die Like a Dog (dt. Wolfe kommt auf den Hund, in Verwünschte Geschichten. Scherz, Bern, Stuttgart, Wien 1963)
- The Next Witnesses (dt. Der nächste Zeuge)

- 1957: Three for the Chair

- Immune to Murder
- A Window for Death (dt. Das Fenster für den Tod, in Tod in zwei Raten. Scherz, Bern, München, Wien 1965)
- Too Many Detectives (dt. Ein Zeuge verstummt, in Heikle Gäste. Scherz, Bern, Stuttgart, Wien 1964)

- 1958: And Four to Go

→ als Crime and Again. Collins, London 1959
- Christmas Party
- Easter Parade
- Fourth of July Picnic
- Murder is no Joke

- 1960: Three at Wolfe’s Door

→ dt. Gift à la carte. Goldmann, München 1960
- Method Three for Murder (dt. Methode 3)
- Poison à la Carte (dt. Gift à la Carte)
- The Rodeo Murder (dt. Mord beim Rodeo)

- 1962: Homicide Trinity

→ dt. Ene Mene Mörder Mo. Ullstein, Frankfurt/Main, Berlin, Wien 1981
- Counterfeit for Murder
- Death of a Demon (dt. Tod eines Dämons)
- Eene Meeny Murder Mo (dt. Ene Mene Mörder Mo)

- 1964: Trio for Blunt Instruments

→ dt. Morde jetzt – zahle später. Weiss, München, Berlin 1966
- Kill Now – Pay Later (dt. Morde jetzt – zahle später)
- Blood Will Tell
- Murder is Corny (dt. Treffpunkt Sackgasse)

postum
- 1985: Death Times Three

- Bitter End (1940)
- Frame-Up for Murder (1958)
- Assault on a Brownstone (1959)

### Tecumseh-Fox-Zyklus (Romane)
- 1939: Double for Death

→ dt. Mord im Bungalow. Humanitas Verlag, Konstanz 1960
- 1940: Bad for Business (in The Second Mystery Book)
- 1941: The Broken Vase

→ dt. Die zerbrochene Vase. Scherz, Bern, Stuttgart, Wien 1960

### Sonstige Krimis
- 1934: The President Vanishes (anonym)
- 1937: The Hand in the Glove

→ als Crime on Her Hands. Collins, London 1939
→ dt. Die geheimnisvolle Melone. Aus dem Amerikanischen von Günter Hehemann. Konstanz: Humanitas Verlag, 1959.
- 1939: Mountain Cat

→ dt. Das Geheimnis der Bergkatze. Aus dem Amerikanischen von Alexander Marmann München, Berlin: Weiss, 1966.
- 1940: Red Threads (in The Mystery Book)

→ dt. Der rote Wollfaden. Aus dem Amerikanischen von Heinz F. Kliem. Kaonstanz: Humanitas Verlag, 1961.
- 1941: Alphabet Hicks

→ als The Sound of Murder. Pyramid, New York 1965
→ dt. Das tönende Alibi. Scherz, Bern, Stuttgart, Wien 1961

### Sonstige Romane
- 1913: Her Forbidden Knight
- 1914: Under the Andes

→ dt. In den Händen der Inkas. Aus dem Amerikanischen von Herbert Schuster. Berlin, Frankfurt/Main: Ullstein, 1987.
- 1914: A Prize for Princes
- 1916: The Great Legend
- 1929: How Like a God
- 1930: Seed on the Wind
- 1931: Golden Remedy
- 1933: Forest Fire
- 1935: O Careless Love!
- 1938: Mr. Cinderella

### Andere
- 1973: The Nero Wolfe Cook Book (mit anderen)

Short Stories
- 1977: Justice Ends at Home and Other Stories (Hg. John McAleer)

Gedichte
Die Gedichte erschienen in der Literaturzeitschrift The Smart Set.
- 1910: In Cupid’s Family (November, S. 58)
- 1911: Cupid’s Revenge (Juni, S. 140)
- 1911: The Victory of Love (Oktober, S. 49 f.)

Als Herausgeber
- 1942: The Illustrious Dunderheads
- 1946: Rue Morgue No. 1 (mit Louis Greenfield)
- 1956: Eat, Drink, and Be Buried

## Auszeichnungen
- 1959: Grand Master Award der Mystery Writers of America für sein Lebenswerk
- 1969: Silver Dagger der britischen „Crime Writers’ Association“ für The Father Hunt als besten ausländischen Kriminalroman
- 2005: Archie Goodwin Award der „Nero Wolfe Society“ postum für sein Lebenswerk